# Popigaj
Popigaj (ros. Попигай) – rzeka w azjatyckiej części Rosji, w Kraju Krasnojarskim. Długość 532 km; powierzchnia dorzecza 50 300 km²; średni przepływ przy ujściu 400 m³/s.
Wypływa z małego jeziora Czonno-Kiuel na Płaskowyżu Anabarskim; płynie szeroką, zabagnioną doliną przez Nizinę Półnosnosyberyjską; uchodzi do estuarium Chatangi; główny dopływ Rassocha (lewy). 
Zasilanie śniegowe; zamarza od października do czerwca.
W dorzeczu rzeki Popigaj znajduje się Krater Popigaj, czwarty co do wielkości krater uderzeniowy na Ziemi.